# Juan Núñez (tenista)
Juan Núñez (Valparaíso, 23 de septiembre de 1956) es un extenista y el «mejor entrenador femenino chileno en la historia». Como jugador, participó tres veces en torneos de Grand Slam. Después, fue el técnico de Chris Evert, Lori McNeil, Arantxa Sánchez —cuando ganó el Torneo de Roland Garros en 1989—, Brenda Schultz, Natasha Zvereva y Gabriela Sabatini —cuando obtuvo el WTA Finals en 1994—, entre otras.